# Milford (Irlanda)
Milford (gaelico irlandese: Baile na nGalloglach) è un centro abitato del Donegal, nella Repubblica d'Irlanda. Situato a nord di Letterkenny, all'ingresso della penisola di Fanad in una delle regioni più remote e sperdute di tutta la nazione, dispone tuttavia di un proprio ufficio postale, di una stazione della Garda (polizia irlandese), tre supermercati, vari pub, una scuola nazionale e due scuole di secondo livello.
Milford, nonostante le sue modeste dimensioni e la sua posizione sperduta, è conosciuta nella sua contea e, anche se meno, nella nazione per essere sede dell'unico giornale stampato in Donegal, il Tirconaill Tribune.